# Castronovo di Sicilia
Castronovo di Sicilia ist eine Stadt der Metropolitanstadt Palermo in der Region Sizilien in Italien mit 2779 Einwohnern (Stand 31. Dezember 2023).

## Lage und Daten
Castronovo di Sicilia liegt 80 km südöstlich von Palermo und 6 km entfernt vom Lago Fanaco. Die Einwohner arbeiten hauptsächlich in der Landwirtschaft.
Die Nachbargemeinden sind Alia, Bivona (AG), Cammarata (AG), Lercara Friddi, Palazzo Adriano, Prizzi, Roccapalumba, Santo Stefano Quisquina (AG), Sclafani Bagni und Vallelunga Pratameno (CL).

## Sehenswürdigkeiten
- Kirche Santissima Trinità, erbaut 1404, im 17. Jahrhundert umgebaut
- La Cavalcatta, eine Pferdeschau und das Osterfest
- Ruine auf dem Berg San Vitale, so heißt auch der Schutzheilige des Ortes, im August wird ihm zu Ehren ein großes Fest gefeiert